# Rodij
Rodij je kemijski element atomskog (rednog) broja 45 i atomske mase 102,90550(2). U periodnom sustavu elemenata predstavlja ga simbol Rh.
Ime mu dolazi od grčke riječi rhodon što znači ruža. Rodij je prijelazni metal devete grupe koji osim toga pripada i skupini platinskih metala. Otkrio ga je 1803. godine u platinskoj rudi engleski kemičar W. H. Wollaston, ubrzo nakon otkrića paladija. Srebrno-bijele je boje, a u prirodi se najčešće nalazi u platinskim rudama. Koristi se u legurama s platinom i kao katalizator. Rodij je najskuplji dragocjeni metal (u listopadu 2007 bio je oko 8 puta skuplji od zlata).

## Svojstva
Rodij je tvrd i otporan metal sivo-bijele boje i velike reflektancije. Ima visoku temperaturu tališta (1964 °C) i vrelišta (3695 °C). Gustoća pri sobnoj temperaturi iznosi 12,41 g/cm3. Kristalizira u plošno centriranom kubičnom sustavu (parametar jedinične ćelije a = 3.8036 Å), a pri soboj temperaturi ima paramagnetsko uređenje.
Otporan je na djelovanje kiselina - potpuno je netopljiv u dušičnoj kiselini, a u zlatotopci se polako otapa. Potpuno se otapa jedino u sumpornoj kiselini. S nemetalima (kisik, klor) reagira jedino na visokim temperaturama.

## Primjena
Najvažnija primjena rodija je u legurama platine i paladija kojima poboljšava čvrstoću. Ove se legure koriste u zavojnicama za peći, cijevima za proizvodnju staklenih vlakana, elemenatima termočlanaka, elektrodama u svijećicama zrakoplova i laboratorijskim reaktorima.
Vrlo je važna njegova primjena kao katalizatora u brojnim industrijskim procesima. Zajedno s platinom i paladijem koristi se kao katalizator u katalitičkim pretvornicima motora s unutarnjim izgaranjem. U industriji nakita koristi ga se za elektrolitsko prevlačenje proizvoda od srebra i bijelog zlata.